# Controladoria-Geral da União
| Controladoria-Geral da União                                                        |                              |
| SAS, Quadra 01, Bloco A, Edifício Darcy Ribeiro - Brasília, DF www.gov.br/cgu/pt-br |                              |
| Criação                                                                             | 2 de abril de 2001 (23 anos) |
| Atual ministro                                                                      | Vinícius Marques de Carvalho |
| Orçamento                                                                           | R$ 1,2 bilhão (2022)         |

Controladoria-Geral da União (CGU) é o órgão do Governo Federal responsável por assistir direta e imediatamente o Presidente da República quanto aos assuntos que, no âmbito do Poder Executivo federal, fossem relativos à defesa do patrimônio público e ao incremento da transparência da gestão, por meio das atividades de controle interno, auditoria pública, correição, prevenção e combate à corrupção e ouvidoria.
Foi criada pelo então presidente Fernando Henrique Cardoso como Corregedoria-Geral da União e sua primeira ministra-corregedora foi a jurista Anadyr de Mendonça Rodrigues. Em 2003, a sua denominação foi modificada e, em 2016, foi transformada no Ministério da Transparência, Fiscalização e Controladoria-Geral da União, com as mesmas atribuições e acrescida das atribuições de controle e transparência. No Governo Jair Bolsonaro, o órgão voltou a ser chamado de Controladoria-Geral da União.

## Histórico
Criada em 28 de maio de 2003, com a publicação da lei nº 10.683, a Controladoria-Geral da União (CGU), típica agência anticorrupção do país, é o órgão encarregado de assistir direta e imediatamente ao Presidente da República no desempenho de suas atribuições quanto aos assuntos que, no âmbito do Poder Executivo, sejam relativos à defesa do patrimônio público e ao incremento da transparência da gestão, por meio das atividades de controle interno, auditoria pública, correição, prevenção e combate à corrupção, e ouvidoria. A CGU é ainda órgão central do Sistema de Controle Interno e do Sistema de Correição, ambos do Poder Executivo Federal.
Em 2003, a lei de criação da CGU incorporou, à estrutura do novo órgão, as funções da então Corregedoria-Geral da União – instituída em 2001 pela medida provisória n° 2.143-31 – que tinha o propósito de combater, no âmbito do Poder Executivo Federal, a fraude e a corrupção e promover a defesa do patrimônio público.
Antes da Lei 10.683, as atividades de controle interno e de ouvidoria já eram desempenhadas pela Secretaria Federal de Controle Interno (SFC) e pela Ouvidoria-Geral da União (OGU), respectivamente. Essas duas unidades, antes vinculadas ao Ministério da Fazenda (SFC) e ao Ministério da Justiça (OGU), passaram a ser vinculadas à então Corregedoria-Geral da União em 28 de março de 2002, com a publicação do Decreto n° 4.177.
O Decreto n° 5.683, de 24 de janeiro de 2006, alterou a estrutura da CGU, conferindo maior organicidade e eficácia ao trabalho realizado pela instituição e criando a Secretaria de Prevenção da Corrupção e Informações Estratégicas (SPCI), responsável por desenvolver mecanismos de prevenção à corrupção. Assim, a CGU passou a ter a competência não só de detectar casos de corrupção, mas de antecipar-se a eles, desenvolvendo meios para prevenir a sua ocorrência.
Mais recentemente, com o decreto nº 8.109, de 17 de setembro de 2013, novas mudanças institucionais foram realizadas para adequar a atuação da Controladoria aos novos desafios que surgiram longo dos anos, e a SPCI passa a ser chamada de Secretaria de Transparência e Prevenção da Corrupção (STPC), que dispondo de uma estrutura compatível com a dimensão e relevância de suas competências, em especial, com as leis de Acesso à Informação, de Conflito de Interesses e Anticorrupção.

## Competências
As competências da CGU foram estipuladas entre os artigos 17 e 20 da Lei n° 10.683, de 28 de maio de 2003:
- À Controladoria-Geral da União compete assistir direta e imediatamente ao Presidente da República no desempenho de suas atribuições quanto aos assuntos e providências que, no âmbito do Poder Executivo, sejam atinentes à defesa do patrimônio público, ao controle interno, à auditoria pública, à correição, à prevenção e ao combate à corrupção, às atividades de ouvidoria e ao incremento da transparência da gestão no âmbito da administração pública federal
- À Controladoria-Geral da União, no exercício de sua competência, cabe dar o devido andamento às representações ou denúncias fundamentadas que receber, relativas a lesão ou ameaça de lesão ao patrimônio público, velando por seu integral deslinde
- À Controladoria-Geral da União, por seu titular, sempre que constatar omissão da autoridade competente, cumpre requisitar a instauração de sindicância, procedimentos e processos administrativos outros, e avocar aqueles já em curso em órgão ou entidade da Administração Pública Federal, para corrigir-lhes o andamento, inclusive promovendo a aplicação da penalidade administrativa cabível
- A Controladoria-Geral da União encaminhará à Advocacia-Geral da União os casos que configurem improbidade administrativa e todos quantos recomendem a indisponibilidade de bens, o ressarcimento ao erário e outras providências a cargo daquele órgão, bem como provocará, sempre que necessária, a atuação do Tribunal de Contas da União, da Secretaria da Receita Federal, dos órgãos do Sistema de Controle Interno do Poder Executivo Federal e, quando houver indícios de responsabilidade penal, do Departamento de Polícia Federal e do Ministério Público, inclusive quanto a representações ou denúncias que se afigurarem manifestamente caluniosas

## Estrutura
A estrutura básica da CGU era constituída por:
- Gabinete
- Assessoria Jurídica
- Secretaria-Executiva
- Secretaria Federal de Controle Interno
- Ouvidoria-Geral da União
- Corregedoria-Geral da União
- Secretaria de Transparência e Prevenção da Corrupção
- Controladorias Regionais da União nos Estados
- Conselho de Transparência Pública e Combate à Corrupção

### Conselho de Transparência
As competências do Conselho de Transparência Pública e Combate à Corrupção eram:
- Contribuir para a formulação das diretrizes da política de transparência da gestão de recursos públicos e de combate à corrupção e à impunidade, a ser implementada pela Controladoria-Geral da União e pelos demais órgãos e entidades da administração pública federal
- Sugerir projetos e ações prioritárias da política de transparência da gestão de recursos públicos e de combate à corrupção e à impunidade
- Sugerir procedimentos que promovam o aperfeiçoamento e a integração das ações de incremento da transparência e de combate à corrupção e à impunidade, no âmbito da administração pública federal
- Atuar como instância de articulação e mobilização da sociedade civil organizada para o combate à corrupção e à impunidade
- Realizar estudos e estabelecer estratégias que fundamentem propostas legislativas e administrativas tendentes a maximizar a transparência da gestão pública e ao combate à corrupção e à impunidade

A última composição do Conselho era:
| #  | Órgão                                                                                 | Membro |
| -- | ------------------------------------------------------------------------------------- | --- |
| 1  | Ministério da Transparência e Controladoria-Geral da União (CGU)                      | Wagner de Campos Rosário (Ministro substituto da Transparência e Controladoria-Geral da União)                                                        |
| 2  | Casa Civil da Presidência da República                                                | Luiz Alberto dos Santos (Subchefe de Análise e Acompanhamento de Políticas Governamentais)                                                            |
| 3  | Advocacia-Geral da União (AGU)                                                        | André Luiz de Almeida Mendonça (Diretor do Departamento de Patrimônio Público e Probidade Administrativa-DPP/AGU e Procurador-geral da União Adjunto) |
| 4  | Ministério da Justiça                                                                 | Mariana Delgado de Carvalho Silva (Coordenadora do Programa de Transparência do MJ)                                                                   |
| 5  | Ministério da Fazenda                                                                 | José Mauro Gomes (Assessor especial de Controle Interno)                                                                                              |
| 6  | Ministério do Planejamento, Orçamento e Gestão                                        | Luiz Hamilton de Queiroz Pontes (Assessor especial de Controle Interno)                                                                               |
| 7  | Ministério das Relações Exteriores                                                    | Ministra Virgínia Bernardes de Souza Toniatti (Coordenadora-geral de Combate aos Ilícitos Transnacionais)                                             |
| 8  | Comissão de Ética Pública da Presidência da República                                 | Roberto de Figueiredo Caldas |
| 9  | Ministério Público da União (MPU)                                                     | Marcus da Penha Souza Lima (Procurador-regional da República)                                                                                         |
| 10 | Tribunal de Contas da União (TCU)                                                     | Paulo Roberto Wiechers Martins (Secretário-geral de Controle Externo)                                                                                 |
| 11 | Ordem dos Advogados do Brasil (OAB)                                                   | Amauri Serralvo (Presidente da Comissão Especial de Combate à Corrupção – CF/OAB)                                                                     |
| 12 | Associação Brasileira de Imprensa (ABI)                                               | Oscar Mauricio de Lima Azedo (Presidente) |
| 13 | Transparência Brasil                                                                  | Cláudio Weber Abramo (Diretor executivo) |
| 14 | Associação Brasileira de Organizações Não Governamentais (Abong)                      | Ivo Lesbaupin |
| 15 | Conferência Nacional dos Bispos do Brasil (CNBB)                                      | Francisco Whitaker Ferreira (Secretário executivo da Comissão Brasileira de Justiça e Paz)                                                            |
| 16 | Representante indicado pelas igrejas evangélicas de âmbito nacional                   | Reverendo Assir Pereira[a] |
| 17 | Representante dos trabalhadores (indicado pela Força Sindical)                        | Carlos Cavalcante Lacerda |
| 18 | Representante dos empregadores (indicada pela Confederação Nacional da Indústria-CNI) | Elizabeth Marinho |
| 19 | Cidadão brasileiro com atuação notória                                                | Waldir Pires |
| 20 | Instituto Ethos de Empresas e Responsabilidade Social                                 | Paulo Itacarambi (Diretor executivo) |

- a. ^ Os representantes dos órgãos não governamentais terão mandato de dois anos, permitida uma recondução por igual período.

## Ações
A CGU realizava trabalhos de auditoria em órgãos da administração direta e indireta do Governo Federal e ações de fiscalização da aplicação de recursos públicos federais por organizações não governamentais, estados, municípios, inclusive por meio do Programa de fiscalização a partir de sorteios públicos. Além disso, era órgão central do Sistema de Correição e do Sistema Federal de Controle Interno do Poder Executivo Federal, e atua na formulação de políticas de prevenção e combate à corrupção, de incremento da transparência dos gastos públicos e de estímulo ao controle social e ainda, também, atua como órgão de ouvidoria do Executivo Federal. Era responsável pelo sítio "Portal da Transparência".

## Formas de ingresso
O ingresso para os cargos efetivos se dava mediante concurso público de provas ou de provas e títulos, conforme a Constituição do Brasil, art. 37, inciso II.